# Pitar zonatus
Pitar zonatus är en musselart som först beskrevs av Dall 1902.  Pitar zonatus ingår i släktet Pitar och familjen venusmusslor. Inga underarter finns listade i Catalogue of Life.